# パトリック・クイーン
パトリック・クイーン（Patrick Queen, 1999年8月13日 - ）は、アメリカ合衆国ルイジアナ州ベントレス出身のプロアメリカンフットボール選手。NFLのピッツバーグ・スティーラーズに所属している。ポジションはラインバッカー。

## 経歴

### ハイスクール
高校時代はラインバッカーとランニングバックを兼任し、4年目のシーズンにはランニングバックとして1,487ラン獲得ヤード、19のラッシングTD、ラインバッカーとして66タックル、6つのパスディフレクションを記録した 。

### リクルート
ESPNなどの主要サイトからは4つ星評価された。2016年2月28日に希望の進学先であるLSUからオファーを受けると、追加の大学訪問は行わずにLSUへの進学を決断した。
| 氏名 | 出身                                                                                | 高校 / 大学      | 身長               | 体重           | 40‡  | コミット日    |
| --- | ----------------------------------------------------------------------------------- | ---------------- | ------------------ | -------------- | ---- | ------------- |
| パトリック・クイーン LB | リボニア                                                                            | リボニア高等学校 | 6 ft 1 in (1.85 m) | 204 lb (93 kg) | 4.72 | 2016年2月27日 |
| パトリック・クイーン LB | リクルート スターレーティング: Scout: N/A Rivals: 247Sports: ESPN: ESPNグレード: 80 |                  |                    |                |      |               |
| 全リクルート順位: Rivals: 214 247Sports: 298 ESPN: N/A |                                                                                     |                  |                    |                |      |               |
| - 注意: 多くの場合、Scout、Rivals、247Sports、ESPNの間で身長、体重が一致しない可能性がある。 - これらの場合、平均をとっている。ESPNグレードは100ポイントスケールに基づいている。 出典: - “Patrick Queen, 2017”. Rivals.com. 2024年1月5日閲覧。 - “2017 Team Ranking”. Rivals.com. 2024年1月5日閲覧。 - “パトリック・クイーン”. 247sports.com. 2024年1月5日閲覧。 |                                                                                     |                  |                    |                |      |               |

### カレッジ
1年目の2017年シーズンは12試合に出場して6タックルを記録した。
2018年シーズンは40タックル、1サックを記録した。
2019年シーズン開幕前にはカレッジで最も優れたラインバッカーに贈られるバトカス賞の受賞候補ひ挙げられていた。シーズンでは69タックル、2.5サック、3つのパスディフレクション、1つのインターセプトを記録。クレムソン大学とのCFPナショナルチャンピオンシップでは8タックル、2.5ロスタックル、0.5サックを記録して優勝に貢献し、守備MVPを受賞した。シーズン終了後、2020年のNFLドラフトにアーリーエントリーした。

### ボルチモア・レイブンズ
| 6 ft 0+1⁄4 in (184 cm)      | 229 lb (104 kg) | 31+5⁄8 in (80 cm) | 10 in (25 cm) | 4.50 s | 1.58 s | 2.64 s | 35.0 in (89 cm) | 10 ft 5 in (3.18 m) | 18 回 |
| All values from NFL Combine |                 |                   |               |        |        |        |                 |                     |       |

2020年のNFLドラフトにて全体28位でボルチモア・レイブンズから指名され、その後ルーキー契約を結んだ。レイブンズがLSUの選手を指名するのは史上初であった。
2020年シーズン、第5週のシンシナティ・ベンガルズ戦で大学時代のチームメイトであるジョー・バロウからサックを記録。さらにファンブルロストから53ヤードのリターンTDを成功させ、勝利に貢献した。この活躍により、AFCの週間最優秀守備選手に選出された。第13週のダラス・カウボーイズ戦ではアンディ・ダルトンからキャリア初となるインターセプトを記録した。シーズン全体で16試合に出場して106タックル、3サック、1つのインターセプト、2つのパスディフレクションを記録した。
2021年シーズンより背番号を48から6に変更した。このシーズンは17試合に出場して98タックル、2サック、1つのパスディフレクションを記録した。
2022年シーズンは17試合に出場して117タックル、5サック、2つのインターセプト、6つのパスディフレクションを記録した。
2023年シーズン開幕前に、レイブンズから5年目の契約オプションを破棄された。このシーズンは133タックル、3.5サック、1インターセプト、6パスディフレクションを記録し、初のプロボウルに選出された。

### ピッツバーグ・スティーラーズ
2024年3月15日、ピッツバーグ・スティーラーズと3年4,100万ドルの契約を結んだ。129タックル、1サック、7パスディフレクションを記録し、ロークワン・スミスの代理として2年連続のプロボウルに選出された。